# 존 쿠세라
존 쿠세라(영어: John Kucera, 1984년 9월 17일~)는 캐나다의 알파인 스키 선수이다. 2006년 동계 올림픽에 참가했으며, 2009년 세계 선수권 대회에서 활강 부문 금메달을 획득했다.